# Шан де ла Пјер
Шан де ла Пјер (фр. Champ-de-la-Pierre) насеље је и општина у северној Француској у региону Доња Нормандија, у департману Орн која припада префектури Алансон.
По подацима из 2011. године у општини је живело 41 становника, а густина насељености је износила 10,12 становника/km². Општина се простире на површини од 4,05 km². Налази се на средњој надморској висини од 300 метара (максималној 315 m, а минималној 238 m).

## Демографија
| 1962. | 1968. | 1975. | 1982. | 1990. | 1999. | 2011. |
| ----- | ----- | ----- | ----- | ----- | ----- | ----- |
| 46    | 50    | 52    | 50    | 58    | 64    | 41    |

График промене броја становника у току последњих година